# Plüschow
Plüschow – część gminy (Ortsteil) Upahl w Niemczech, w kraju związkowym Meklemburgia-Pomorze Przednie, w powiecie Nordwestmecklenburg, w Zwiąqzku Gmin Grevesmühlen-Land. Do 31 grudnia 2018 samodzielna gmina